# ハッサン・アリ・カイレ
ハッサン・アリ・カイレ（Hassan Ali Khayre, Kayire, Khaire, ソマリ語: Xasan Cali Khayre）はソマリアの政治家。同国首相などを歴任した。
難民時代にノルウェーにて国籍を取得し、ソマリアとの2重国籍状態。ソマリ語、ノルウェー語、英語を話せる。

## 経歴

### 首相になるまで
出身氏族はハウィエのムルサデ支族。ソマリア中部のガルグドゥード州Jacarで生まれた。首都モガディシュで小学校、中学校に通う。
1990年（あるい1994年）、ソマリア内戦を避けてノルウェーに移動し、ヴァルドレスにて難民申請。
オスロ大学にて政治学を専攻、社会学を副専攻し、1998年に学位を取得。2001年、エディンバラビジネススクールにてMBAを取得。時期は不明だが、小学校教師の経験がある。
その後、オスロに戻り、NGOのノルウェー難民問題評議会に参加。一度退職するが、2006年にソマリ地域マネージャーとして復職。その後、ソマリ地域ディレクターに昇進。2012年6月には、ケニア国境付近で銃撃され、同行したドライバーが死亡する事件が起きている。
2014年から、2013年にソマリアの石油探査を目的に設立されたイギリス企業、ソマ・オイル・アンド・ガス社の取締役となった。
2016年12月、ハッサン・アリ・カイレはソマ・オイル・アンド・ガス社で不正行為をしたとしてイギリスで有罪判決が確実視されていた。これは国連のソマリア・エリトリア監視団（Somalia and Eritrea Monitoring Group, SEMG）による大規模調査の一環で、ハッサン・アリ・カイレがイスラーム過激組織アル・シャバブと関係しているとの疑惑によるものだった。結局、英国重大不正捜査局は「証拠らしきものは見つかったが不十分だった」として調査を中止している。

### ソマリア首相
ソマリア大統領のモハメド・アブドゥライ・モハメドは、大統領就任の翌日2017年2月23日に、ハッサン・カイレをソマリアの首相に指名するとTwitterで公表した。3月1日に連邦議会に承認され、正式に就任した。
ハッサン・カイレは首相指名にあたってソマ・オイル・アンド・ガス社を退職し、所有株式もすべて譲渡した。
ソマリア政府の慣例として、大統領、首相、議会議長は、氏族の勢力バランスを保つため、ハウィエ、ダロッド、ラハンウェインの3大氏族で職を分かつ必要がある。モハメド大統領はダロッド氏族出身であり、ハッサン・カイレが首相となったのは、この慣例も考慮されている。
2020年7月25日、ソマリア議会にて不信任決議が可決され失職。

### その後
2022年5月15日に連邦議会で執行された大統領選挙に立候補し、第1回目投票で47票を獲得したが第2回目投票にて敗退した。